# Фор, Карл Филипп
Карл Филипп Фор (нем. Carl Philipp Fohr; 26 ноября 1795, Гейдельберг — 29 июня 1818, Рим) — немецкий и итальянский живописец-пейзажист, последователь романтизма, яркая фигура среди римских художников первого посленаполеоновского десятилетия, близкая к назарейцам.

## Жизнь и творчество
Карл Филипп Фор родился 26 ноября 1795 года в городе Гейдельберге. Несмотря на обучение у художника Фридриха Ротмана, в значительной степени был самоучкой.

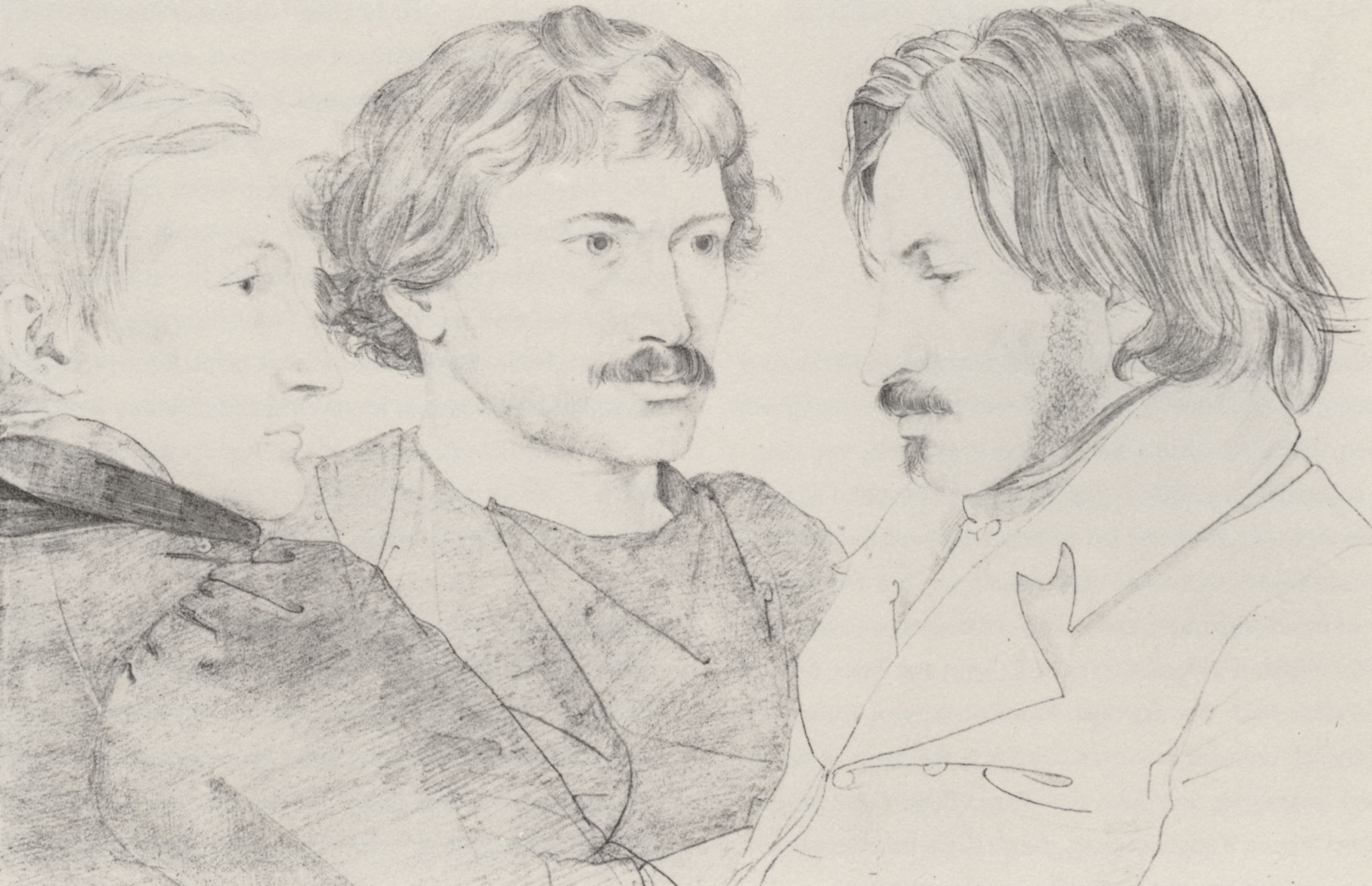
Отто Фридрих Игнациус, Август Георг Вильгельм Пецольд и Густав Адольф Гиппиус
Рисунок Карла Филиппа Фора

В 1810 году его талант живописца открыл дармштадтский придворный советник и художник Георг Вильгельм Иссель и в 1811 приглашает в Дармаштадт. Здесь К. Ф. Фор, при помощи госсекретаря и историка Филиппа Диффенбаха знакомится с принцессой Вильгельминой Луизой Баденской, которая становится заказчицей К. Ф. Фора и поддерживает молодого художника материально.
Позднее он поступает в мюнхенскую Академию изящных искусств, в которой близко сходится со своим коллегой, также студентом Людвигом Сигизмундом Рулем, и берёт у него уроки масляной живописи. Не окончив курса в Академии, К. Ф. Фор отправляется в учебную поездку по Северной Италии, живёт в Риме. В Риме художник некоторое время входил в круг назарейцев, группировавшихся вокруг Петера Корнелиуса, Филиппа Фейта и Фридриха Овербека. Позднее К. Ф. Фор постепенно вырабатывает свой собственный художественный стиль, на который, однако, повлияло творчество тирольского пейзажиста Йозефа Антона Коха, с которым Фор в Риме делил мастерскую.
Одной из важнейших художественных работ К. Ф. Фора является групповой портрет немецких художников в Риме, сделанный им местной кофейне Греко (Antico Caffè Greco).
29 июня 1818 года художник утонул во время купания в Тибре. Похоронен на Некатолическом кладбище в Тестаччо.
Младший брат К. Ф. Фора, Даниель Фор, также был известным художником-пейзажистом, придворным художником великого герцога Баденского. К. Ф. Фор был также прадедом художника Кристиана Шада.

## Галерея

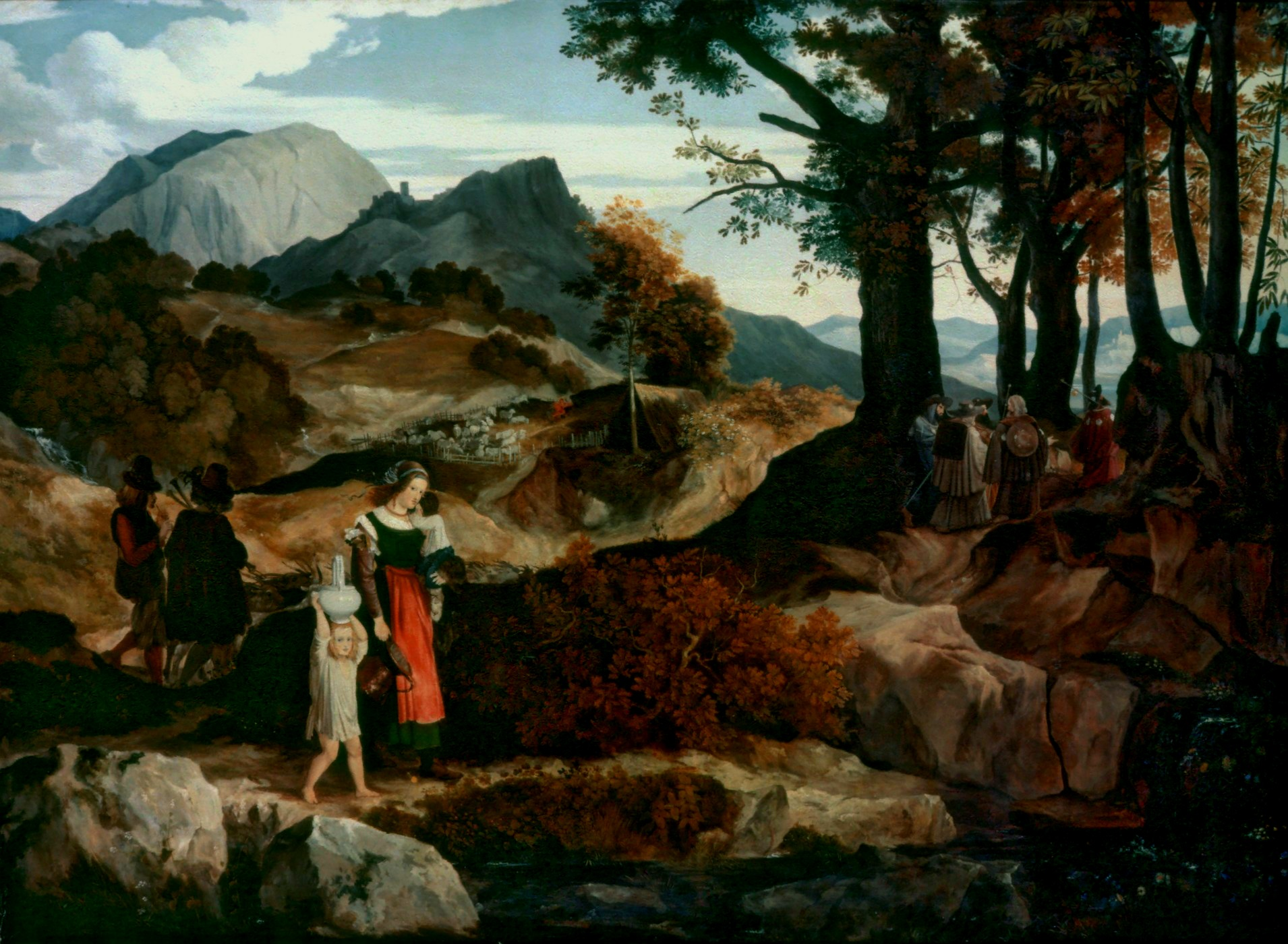
Горный пейзаж близ Субиако с пастухами (1817)
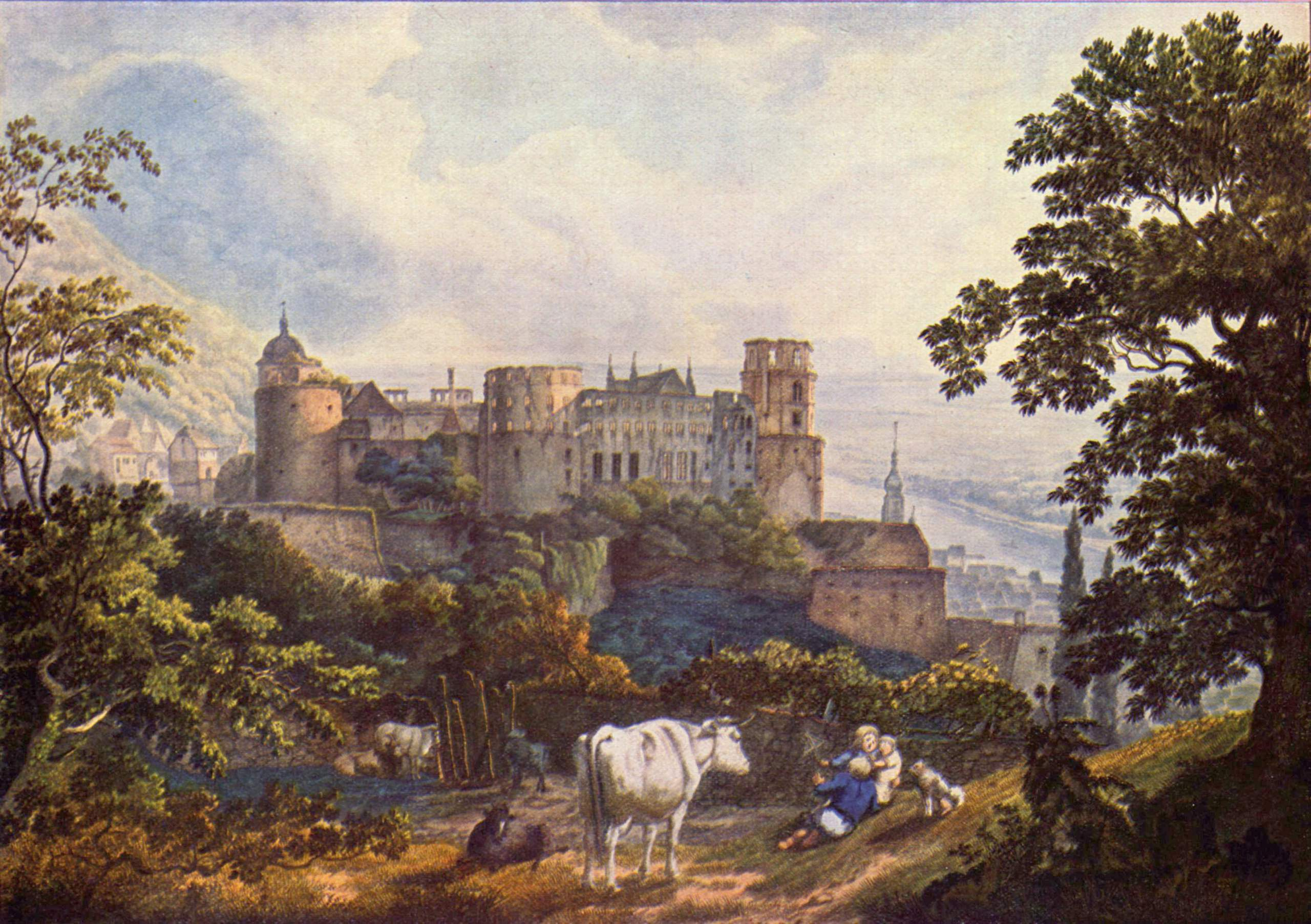
Гейдельбергский замок
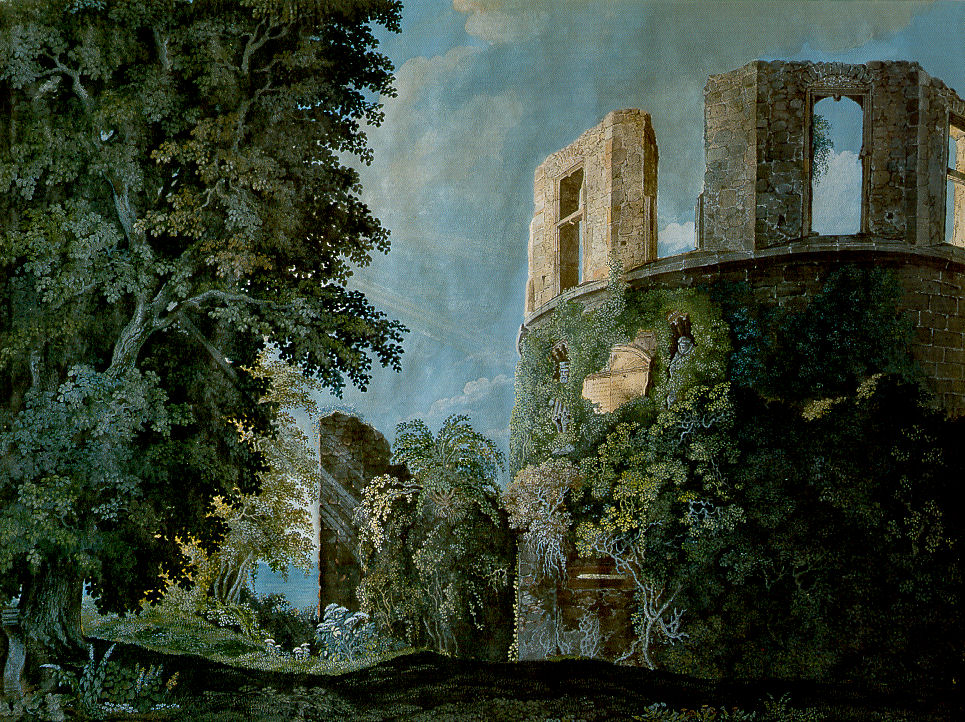
Толстая башня Гейдельбергского замка (1813–1814)
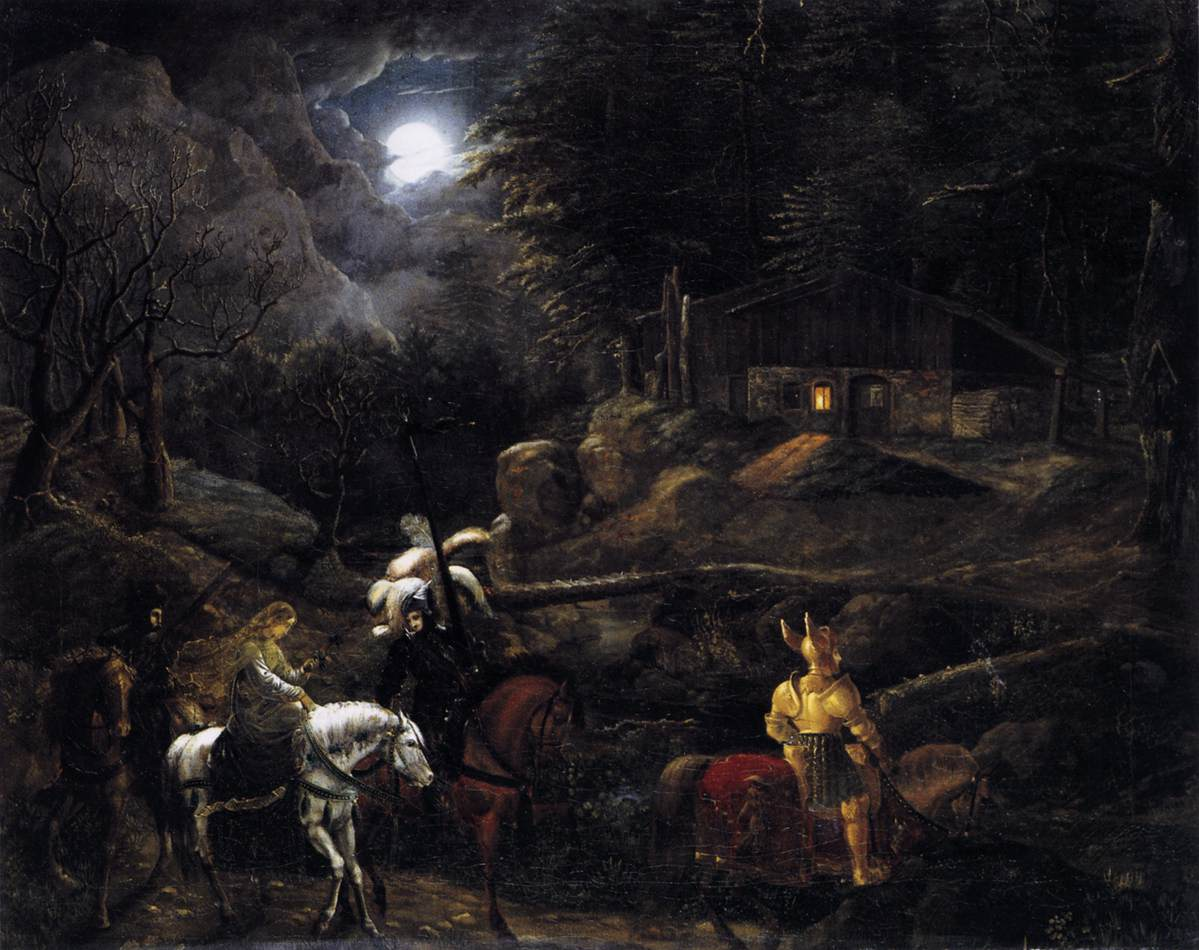
Рыцарь перед хижиной угольщика (1816)